# Martie 2006
Acest articol este generat integral pe baza informațiilor din articolul 2006 și este actualizat periodic de un robot.
 Editările făcute în articol vor fi șterse la următoarea actualizare! Dacă doriți să faceți modificări, editați articolul-sursă.

ianuarie -
februarie -
martie -
aprilie -
mai -
iunie -
iulie -
august -
septembrie -
octombrie -
noiembrie -
decembrie
Martie 2006 a fost a treia lună a anului și a început într-o zi de miercuri.

## Evenimente

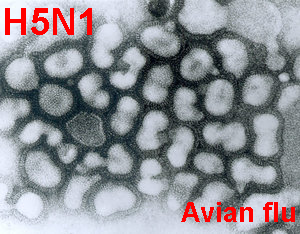
Virusul H5N1

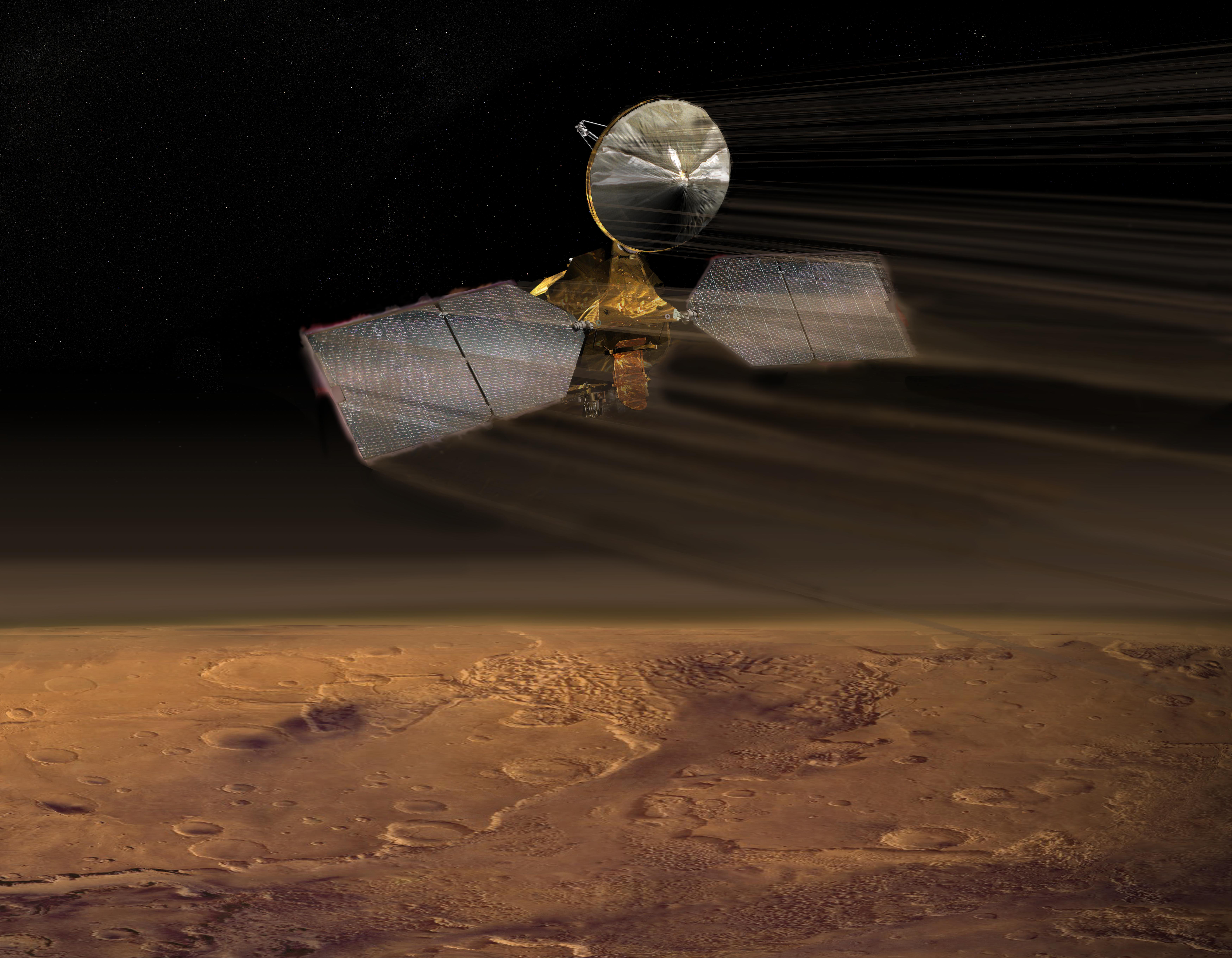
Mars Reconnaissance Orbiter

- 2 martie: Buzăul a devenit prima reședință de județ din România în care s-a confirmat virusul AH5N1.
- 5 martie: Cea de-a 78-a ediție a Premiilor Oscar.
- 8 martie: Târgul Internațional de Turism de la Berlin, la care orașul Sibiu este reprezentat de primarul Sibiului Klaus Iohannis și este promovat în premieră cu programul „Capitală Culturală Europeană 2007".
- 8 martie: Campionatele Mondiale de atletism în sală, la care participă și România (Moscova, 8-10 martie).
- 9 martie: Moare artista Laura Stoica într-un accident rutier.
- 9 martie: La Miercurea Ciuc s-a înregistrat temperatura de -28 grade Celsius, aproape de minima absolută a lunii martie: -29 grade Celsius în 1986.
- 9 martie: La Hanovra, Germania se deschide cea mai mare expoziție din lume de tehnologia informației, CeBIT.
- 10 martie: Mars Reconnaissance Orbiter intră pe orbita planetei Marte.
- 11 martie: Slobodan Milošević, fost președinte al Serbiei este găsit mort în celula sa din închisoarea de la Haga, Olanda.
- 13 martie: Cernavodă este primul oraș din România care intră în carantină totală din cauza gripei aviare.
- 15 martie: Adrian Năstase își anunță demisia din fruntea Camerei Deputaților și din funcția de președinte executiv al PSD după ce 37 din filialele PSD din teritoriu i-au acordat un vot de blam.
- 15 martie: Eclipsă parțială de Lună.
- 15 martie: Deschiderea Jocurilor Commonwealth, ediția 2006, la Melbourne, Australia.
- 16 martie: Papa Benedict al XVI-lea a lansat un apel creștinilor și evreilor să coopereze cu islamiștii "pentru binele omenirii".
- 17 martie: Se deschide Salonul Internațional al Cărții de la Paris; la standul românesc vor fi expuse aproximativ 600 de volume.
- 20 martie: Aleksandr Lukașenko este reales președinte al Belarus cu 82,6% din voturi.
- 20 martie: Echinoxul de primăvară, care marchează începutul primăverii în emisfera nordică și al toamnei în emisfera sudică.
- 20 martie: Deputatul PNL, Bogdan Olteanu este ales în funcția de președinte al Camerei Deputatilor.
- 26 martie: Alegeri legislative în Ucraina.
- 28 martie: Alegeri legislative în Israel.
- 29 martie: Eclipsă totală de soare (Brazilia, Sahara, Turcia, Georgia, Rusia, Kazahstan, Mongolia).

## Decese
- 5 martie: Milan Babić, 50 ani, politician sârb (n. 1956)
- 6 martie: Arthur Wahl, 88 ani, chimist american (n. 1917)
- 8 martie: Teresa Barbara Ciepły (n. Teresa Barbara Wieczorek), 68 ani, atletă poloneză (n. 1937)
- 9 martie: Geir Ivarsøy, 48 ani, programator norvegian (n. 1957)
- 9 martie: Laura Stoica (n. Adriana-Laurenția Stoica), 38 ani, solistă română pop-rock (n. 1967)
- 11 martie: Slobodan Milošević, 64 de ani, politician sârb, președinte (1989-2000), (n. 1941)
- 11 martie: Slobodan Miloșevici, om politic sârb (n. 1941)
- 13 martie: Jimmy Johnstone (n. James Connolly Johnstone), 61 ani, fotbalist britanic (n. 1944)
- 14 martie: Lennart Meri, om politic eston (n. 1929)
- 16 martie: Klaus Hermsdorf, 76 ani, cercetător literar german (n. 1929)
- 19 martie: Radu Aldulescu, 83 ani, violoncelist român (n. 1922)
- 19 martie: Radu Aldulescu, muzician (n. 1922)
- 23 martie: Desmond Doss, 87 ani, caporal al armatei Statelor Unite (n. 1919)
- 23 martie: Radu Dunăreanu, 79 ani, actor român (n. 1926)
- 23 martie: Constantin Scarlat, 70 ani, marinar român (n. 1935)
- 27 martie: Dan Curtis, 78 ani, regizor, scriitor și producător american de televiziune și film (n. 1927)
- 27 martie: Stanisław Herman Lem, 84 ani, filosof polonez, eseist și autor de science fiction (n. 1921)
- 28 martie: Wilfried Baasner, 65 ani, actor german (n. 1940)
- 28 martie: Mathias Tantau, 93 ani, horticultor german (n. 1912)
- 28 martie: Caspar Weinberger, 88 ani, om de stat și om de afaceri american (n. 1917)
- 29 martie: Bob Veith, 79 ani, pilot american de Formula 1 (n. 1926)